# Dariusz Zastocki
Dariusz Jerzy Zastocki – polski leśnik, doktor habilitowany nauk rolniczych, adiunkt w Szkole Głównej Gospodarstwa Wiejskiego w Warszawie, specjalista od użytkowania lasu.

## Kariera naukowa
W 1997 roku na Wydziale Leśnym Szkoły Głównej Gospodarstwa Wiejskiego w Warszawie uzyskał tytuł magistra leśnictwa. W 2002 roku na tym samym wydziale uzyskał stopień doktora nauk rolniczych w zakresie leśnictwa na podstawie rozprawy pt. Analiza kryteriów i wskaźników zrównoważonego użytkowania lasu przy pozyskiwaniu drewna przez Zakłady Usług Leśnych, której promotorem był Piotr Paschalis-Jakubowicz. W tym samym roku został zatrudniony na tejże uczelni, a w 2019 roku uzyskał na jej Wydziale Leśnym stopień doktora habilitowanego nauk rolniczych w dyscyplinie nauk leśnych na podstawie pracy pt. Wieloaspektowa ocena funkcjonowania sektora usług leśnych w Polsce.